# 银川马拉松
银川马拉松，简称银马，全程“丝绸之路”银川国际马拉松赛。是由中国田径协会、宁夏回族自治区体育局、银川市人民政府共同举办，银川市体育局承办的马拉松赛事，由宁夏回族自治区田径运动协会进行赛事监管。

## 历史

### 2017年
2017年参予人数达2.8万人，5月29日上午7点30分鸣枪开跑。

### 2018年
2018年参予人数达2.3万人。埃塞俄比亚选手包揽了男子全程马拉松前三名。

### 2019年
2019年参予人数达2.8万人。

### 2020年 2021年 2022年
取消举办，2020年被中国田协评定为银牌赛事，并连续两届获评“最美赛道特色赛事”，该赛事同时也是宁夏A级赛事品牌。

### 2023年
2023年参予人数达2.5万名。4月21日开启报名。5月21日开跑，全马男子组中，肯尼亚选手Mathew Kipsaat以2小时14分02秒夺得冠军，何杰以2小时15分26秒的成绩夺得亚军，马玉杰以1小时06分09秒夺得半程马拉松男子冠军。其中何杰也刷新了国内选手在银马的赛事记录。